# Баскетбол на літніх Олімпійських іграх 1980
Змагання з баскетболу на літніх Олімпійських іграх 1980 у Москві тривали з 20 до 30 липня в спорткомплексі Олімпійський і Універсальному спортивному комплексі ЦСКА. Розіграно 2 комплекти нагород — у змаганнях жіночих та чоловічих збірних. У турнірі взяли участь 12 чоловічих і 6 жіночих команд.
Через бойкот літніх Олімпійських ігор 1980 з боку країн західного блоку з турніру знялися збірні США, отож удруге в своїй історії чоловіча збірна США не здобула золоті олімпійські медалі.

## Медальний залік
| Дисципліна | Золото | Срібло | Бронза |
| ---------- | --- | --- | --- |
| Чоловіки   | Югославія (YUG) Андро Кнего Драган Кічанович Райко Жижич Миховил Накич Желько Єрков Бранко Скроче Зоран Славнич Крешимир Чосич Ратко Радованович Дує Крстулович Дражен Далипагич Мірза Делібашич        | Італія (ITA) Фабріціо Делла Фйорі Марко Сольфріні Марко Бонаміко Діно Менегін Ренато Вільяльта Ренцо Векк'ято П'єрлуїджі Марцораті П'єтро Дженералі Ромео Саккетті Роберто Брунамонті Майкл Сільвестер Енріко Джиларді      | СРСР (URS) Станіслав Єрьомін Валерій Милосердов Сергій Тараканов Олександр Сальников Андрій Лопатов Микола Дерюгін Сергій Бєлов Володимир Ткаченко Анатолій Мишкін Сергеюс Йовайша Олександр Білостінний Володимир Жигілій |
| Жінки      | СРСР (URS) Ольга Коростельова Тетяна Івінська Неллі Ферябнікова Віда Беселєне Тетяна Овечкіна Ангеле Рупшене Любов Шармай Уляна Семенова Тетяна Надирова Ольга Сухарнова Надія Ольхова Людмила Рогожина | Болгарія (BUL) Красимира Богданова Ваня Дерменджиєва Сильвія Германова Петкана Макавеєва Надка Голчева Пенка Стоянова Евладія Славчева Костадинка Радкова Снежана Михайлова Ангелина Михайлова Пенка Методієва Діана Дилова | Югославія (YUG) Вера Дурашкович Мерсада Бечирспахич Єлиця Комненович Мира Б'єдов Вукиця Митич Саня Ожегович Софія Пекич Марія Тонкович Зориця Джуркович Весна Деспотович Биляна Майсторович Ясмина Перазич                 |

## Кваліфікація
Кожен національний олімпійський комітет (НОК) мав право виставити на регіональні турніри не більш як по одній чоловічій та жіночій збірній з 12-ти гравців. В обох турнірах автоматично кваліфікувалися країна-господарка, а також чинні олімпійські чемпіони і чемпіони світу. Доля решти путівок на чоловічий турнір визначалася за підсумками континентальних першостей серед чоловіків і Олімпійського відбіркового турніру серед жінок, що відбувся у Варні (Болгарія) за місяць перед початком Ігор.

### Чоловіки
| Спосіб кваліфікації                 | Дата                          | Місце     | К-ть місць | Кваліфікувалися                                           |
| ----------------------------------- | ----------------------------- | --------- | ---------- | --------------------------------------------------------- |
| Країна-господарка                   | 23 жовтня 1974                | Відень    | 1          | СРСР                                                      |
| Літні Олімпійські ігри 1976         | 18–27 липня 1976              | Монреаль  | 1 0        | США[a]                                                    |
| Чемпіонат світу з баскетболу 1978   | 1–14 жовтня 1978              | Філіппіни | 1          | Югославія                                                 |
| Чемпіонат Океанії з баскетболу 1979 | 5–8 серпня 1979               | Австралія | 1          | Австралія                                                 |
| Чемпіонат Азії з баскетболу 1979    | 30 листопада – 12 грудня 1979 | Нагоя     | 1          | КНР[a] Індія[b]                                           |
| Чемпіонат Африки з баскетболу 1980  | 22–30 березня 1980            | Рабат     | 1          | Сенегал                                                   |
| Чемпіонат Америки з баскетболу 1980 | 18–25 квітня 1980             | Сан-Хуан  | 3 2        | Пуерто-Рико[a] Канада[a] Аргентина[a] Бразилія[b] Куба[b] |
| Європейський кваліфікаційний турнір | 6–17 травня 1980              | Швейцарія | 3 5        | Італія Чехословаччина Іспанія Швеція[b] Польща[b]         |
| Загалом                             |                               |           | 12         |                                                           |

### Жінки
| Спосіб кваліфікації             | Дата             | Місце  | К-ть місць | Кваліфікувалися                                   |
| ------------------------------- | ---------------- | ------ | ---------- | ------------------------------------------------- |
| Країна-господарка               | 23 жовтня 1974   | Відень | 1          | СРСР                                              |
| Світовий кваліфікаційний турнір | 5–15 травня 1980 | Варна  | 5          | США[a] Болгарія Куба Югославія Італія Угорщина[b] |
| Total                           |                  |        | 6          |                                                   |

- a  Знялися з турніру.
- b  Збірні, які їх замінили.

## Формат
чоловічий турнір:
- Дванадцять команд формують три групи, де відбуваються матчі за круговою ситемою. Дві перші команди з кожної групи потрапляють до фінального раунду, а решта - до класифікаційного раунду.
- Фінальний і класифікаційний раунди являють собою групи по шість команд, де зараховуються результати збірних, що грали в одній і тій самій попередній групі. За результатами фінального раунду 1-ша й 2-га збірні розігрують золоті медалі, а 3-тя і 4-та збірні - бронзові.
- За винятком перших чотирьох місць, решта збірних посідають місця в тому порядку, в якому вони розташувалися в групах.

жіночий турнір:
- Шість команд формують одну групу, де відбуваються матчі за круговою системою. 1-ша й 2-га збірні розігрують золоті медалі, а 3-тя і 4-та збірні - бронзові.
- Решта збірних посідають ті місця, які вони посіли в групі.

## Чоловічий турнір

### Попередній раунд

#### Група A
| Поз | Команда        | І | В | П | ОЗ  | ОП  | РГ   | О | Кваліфікація          |
| --- | -------------- | - | - | - | --- | --- | ---- | - | --------------------- |
| 1   | СРСР (H)       | 3 | 3 | 0 | 321 | 235 | +86  | 6 | Півфінальний раунд    |
| 2   | Бразилія       | 3 | 2 | 1 | 297 | 235 | +62  | 5 | Півфінальний раунд    |
| 3   | Чехословаччина | 3 | 1 | 2 | 285 | 236 | +49  | 4 | Класифікаційний раунд |
| 4   | Індія          | 3 | 0 | 3 | 194 | 391 | −197 | 3 | Класифікаційний раунд |

| 20 липня 1980 13:00 | Boxscore | Бразилія                                       | 72–70 | Чехословаччина                                            |  | Олімпійський (Москва) |
| 20 липня 1980 13:00 | Boxscore | Рахунок за половинами: 46–37, 26–33            |       |                                                           |  | Олімпійський (Москва) |
| 20 липня 1980 13:00 | Boxscore | Очки: Шмідт 23 Підб.: Марсель 11 РП: Сетріні 2 |       | Очки: Кропілак 21 Підб.: Кропілак 11 РП: Грашка, Клімеш 2 |  | Олімпійський (Москва) |

| 20 липня 1980 20:15 | Boxscore | Індія                                             | 65–121 | СРСР                                                                  |  | Олімпійський (Москва) |
| 20 липня 1980 20:15 | Boxscore | Рахунок за половинами: 38–60, 27–61               |        |                                                                       |  | Олімпійський (Москва) |
| 20 липня 1980 20:15 | Boxscore | Очки: А. Сінг 22 Підб.: А. Сінг 5 РП: Хан. Сінг 3 |        | Очки: Дерюгін, Сальников 17 Підб.: Дерюгін 10 РП: Станіслав Єрьомін 5 |  | Олімпійський (Москва) |

| 21 липня 1980 13:00 | Boxscore | Чехословаччина                                             | 133–65 | Індія                                                      |  | Олімпійський (Москва) |
| 21 липня 1980 13:00 | Boxscore | Рахунок за половинами: 63–36, 70–29                        |        |                                                            |  | Олімпійський (Москва) |
| 21 липня 1980 13:00 | Boxscore | Очки: Брабенець 28 Підб.: Доуша, Кропілак 6 РП: Поспішил 8 |        | Очки: А. Сінг 35 Підб.: п'ятеро гравців 2 РП: Хан. Сінг 10 |  | Олімпійський (Москва) |

| 21 липня 1980 18:00 | Boxscore | Бразилія                            | 88–101 | СРСР           |  | Олімпійський (Москва) |
| 21 липня 1980 18:00 | Boxscore | Рахунок за половинами: 42–48, 46–53 |        |                |  | Олімпійський (Москва) |
| 21 липня 1980 18:00 | Boxscore | Очки: Шмідт 25                      |        | Очки: Бєлов 25 |  | Олімпійський (Москва) |

| 23 липня 1980 11:00 | Boxscore | Бразилія                                     | 137–64 | Індія                                         |  | Олімпійський (Москва) |
| 23 липня 1980 11:00 | Boxscore | Рахунок за половинами: 65–28, 72–36          |        |                                               |  | Олімпійський (Москва) |
| 23 липня 1980 11:00 | Boxscore | Очки: Шмідт 26 Підб.: Шмідт 13 РП: Сетріні 5 |        | Очки: Шям 32 Підб.: А. Сінг 5 РП: Хан. Сінг 4 |  | Олімпійський (Москва) |

| 23 липня 1980 18:00 | Boxscore | СРСР                                | 99–82 | Чехословаччина    |  | Олімпійський (Москва) |
| 23 липня 1980 18:00 | Boxscore | Рахунок за половинами: 46–40, 53–42 |       |                   |  | Олімпійський (Москва) |
| 23 липня 1980 18:00 | Boxscore | Очки: Бєлов 26                      |       | Очки: Кропілак 31 |  | Олімпійський (Москва) |

#### Група B
| Поз | Команда   | І | В | П | ОЗ  | ОП  | РГ  | О | Кваліфікація          |
| --- | --------- | - | - | - | --- | --- | --- | - | --------------------- |
| 1   | Югославія | 3 | 3 | 0 | 328 | 249 | +79 | 6 | Півфінальний раунд    |
| 2   | Іспанія   | 3 | 2 | 1 | 289 | 241 | +48 | 5 | Півфінальний раунд    |
| 3   | Польща    | 3 | 1 | 2 | 256 | 297 | −41 | 4 | Класифікаційний раунд |
| 4   | Сенегал   | 3 | 0 | 3 | 196 | 282 | −86 | 3 | Класифікаційний раунд |

| 21 липня 1980 11:00 | Boxscore | Сенегал                                    | 67–104 | Югославія                                          |  | Олімпійський (Москва) |
| 21 липня 1980 11:00 | Boxscore | Рахунок за половинами: 39–59, 28–45        |        |                                                    |  | Олімпійський (Москва) |
| 21 липня 1980 11:00 | Boxscore | Очки: Діаньє 18 Підб.: Діаньє 10 РП: Діа 3 |        | Очки: Далипагич 23 Підб.: Чосич 10 РП: Делібашич 4 |  | Олімпійський (Москва) |

| 21 липня 1980 20:15 | Boxscore | Польща                                               | 81–104 | Іспанія                                                |  | Олімпійський (Москва) |
| 21 липня 1980 20:15 | Boxscore | Рахунок за половинами: 43–50, 38–54                  |        |                                                        |  | Олімпійський (Москва) |
| 21 липня 1980 20:15 | Boxscore | Очки: Млинарський 27 Підб.: Фікель 8 РП: Кієвський 4 |        | Очки: Сібіліо 27 Підб.: Де ла Крус 12 РП: Солосабаль 5 |  | Олімпійський (Москва) |

| 22 липня 1980 13:00 | Boxscore | Сенегал                                    | 65–94 | Іспанія                                                    |  | Олімпійський (Москва) |
| 22 липня 1980 13:00 | Boxscore | Рахунок за половинами: 26–55, 39–39        |       |                                                            |  | Олімпійський (Москва) |
| 22 липня 1980 13:00 | Boxscore | Очки: Діаньє 27 Підб.: Діаньє 15 РП: Фає 4 |       | Очки: Сібіліо 32 Підб.: Ромай 11 РП: Лопес, Сан Епіфаніо 3 |  | Олімпійський (Москва) |

| 22 липня 1980 20:15 | Boxscore | Югославія                                             | 129–91 | Польща                                            |  | Олімпійський (Москва) |
| 22 липня 1980 20:15 | Boxscore | Рахунок за половинами: 61–43, 68–48                   |        |                                                   |  | Олімпійський (Москва) |
| 22 липня 1980 20:15 | Boxscore | Очки: Далипагич 27 Підб.: Кічанович 8 РП: Кічанович 5 |        | Очки: Фікель 19 Підб.: троє гравців 6 РП: Зеліґ 2 |  | Олімпійський (Москва) |

| 23 липня 1980 13:00 | Boxscore | Сенегал                             | 64–84 | Польща               |  | Олімпійський (Москва) |
| 23 липня 1980 13:00 | Boxscore | Рахунок за половинами: 30–44, 34–40 |       |                      |  | Олімпійський (Москва) |
| 23 липня 1980 13:00 | Boxscore | Очки: Ма. Діоп, Талль 13            |       | Очки: Млинарський 30 |  | Олімпійський (Москва) |

| 23 липня 1980 20:15 | Boxscore | Іспанія                             | 91–95 | Югославія          |  | Олімпійський (Москва) |
| 23 липня 1980 20:15 | Boxscore | Рахунок за половинами: 50–45, 41–50 |       |                    |  | Олімпійський (Москва) |
| 23 липня 1980 20:15 | Boxscore | Очки: Брабендер 30                  |       | Очки: Кічанович 25 |  | Олімпійський (Москва) |

#### Група C
| Поз | Команда   | І | В | П | ОЗ  | ОП  | РГ  | О | Кваліфікація          |
| --- | --------- | - | - | - | --- | --- | --- | - | --------------------- |
| 1   | Італія    | 3 | 2 | 1 | 248 | 233 | +15 | 5 | Півфінальний раунд    |
| 2   | Куба      | 3 | 2 | 1 | 226 | 214 | +12 | 5 | Півфінальний раунд    |
| 3   | Австралія | 3 | 2 | 1 | 224 | 215 | +9  | 5 | Класифікаційний раунд |
| 4   | Швеція    | 3 | 0 | 3 | 191 | 227 | −36 | 3 | Класифікаційний раунд |

1. 1 2 3  Італія 1–1, 1.000, 1.064; Куба 1–1, 1.000, 1.056; Австралія 1–1, 1.000, 1.042

| 20 липня 1980 13:00 | Boxscore | Італія                              | 92–77 | Швеція |  | Універсальний спортивний комплекс ЦСКА |
| 20 липня 1980 13:00 | Boxscore | Рахунок за половинами: 50–34, 42–43 |       |        |  | Універсальний спортивний комплекс ЦСКА |

| 20 липня 1980 20:15 | Boxscore | Куба                                | 83–76 | Австралія |  | Універсальний спортивний комплекс ЦСКА (Москва) |
| 20 липня 1980 20:15 | Boxscore | Рахунок за половинами: 40–40, 43–36 |       |           |  | Універсальний спортивний комплекс ЦСКА (Москва) |

| 21 липня 1980 18:00 | Boxscore | Швеція                              | 59–71 | Куба |  | Універсальний спортивний комплекс ЦСКА (Москва) |
| 21 липня 1980 18:00 | Boxscore | Рахунок за половинами: 32–39, 27–32 |       |      |  | Універсальний спортивний комплекс ЦСКА (Москва) |

| 21 липня 1980 20:15 | Boxscore | Італія                              | 77–84 | Австралія |  | Універсальний спортивний комплекс ЦСКА (Москва) |
| 21 липня 1980 20:15 | Boxscore | Рахунок за половинами: 34–44, 43–40 |       |           |  | Універсальний спортивний комплекс ЦСКА (Москва) |

| 23 липня 1980 18:00 | Boxscore | Австралія                           | 64–55 | Швеція |  | Універсальний спортивний комплекс ЦСКА (Москва) |
| 23 липня 1980 18:00 | Boxscore | Рахунок за половинами: 40–27, 24–28 |       |        |  | Універсальний спортивний комплекс ЦСКА (Москва) |

| 23 липня 1980 20:15 | Boxscore | Італія                              | 79–72 | Куба |  | Універсальний спортивний комплекс ЦСКА (Москва) |
| 23 липня 1980 20:15 | Boxscore | Рахунок за половинами: 43–42, 36–30 |       |      |  | Універсальний спортивний комплекс ЦСКА (Москва) |

### Класифікаційний раунд
Результати матчів Польща - Сенегал, Австралія - Швеція і Чехословаччина - Індія перенесено з попереднього раунду.
| Поз | Команда        | І | В | П | ОЗ  | ОП  | РГ   | О |
| --- | -------------- | - | - | - | --- | --- | ---- | - |
| 7   | Польща         | 5 | 4 | 1 | 453 | 359 | +94  | 9 |
| 8   | Австралія      | 5 | 4 | 1 | 417 | 381 | +36  | 9 |
| 9   | Чехословаччина | 5 | 3 | 2 | 474 | 377 | +97  | 8 |
| 10  | Швеція         | 5 | 3 | 2 | 375 | 341 | +34  | 8 |
| 11  | Сенегал        | 5 | 1 | 4 | 345 | 396 | −51  | 6 |
| 12  | Індія          | 5 | 0 | 5 | 329 | 539 | −210 | 5 |

1. 1 2  Австралія - Польща 74–101
2. 1 2  Швеція - Чехословаччина 61–83

| 25 липня 1980 11:00 | Boxscore | Польща                              | 113–67 | Індія |  | Універсальний спортивний комплекс ЦСКА (Москва) |
| 25 липня 1980 11:00 | Boxscore | Рахунок за половинами: 63–33, 50–34 |        |       |  | Універсальний спортивний комплекс ЦСКА (Москва) |

| 25 липня 1980 13:00 | Boxscore | Швеція                              | 70–64 | Сенегал |  | Універсальний спортивний комплекс ЦСКА (Москва) |
| 25 липня 1980 13:00 | Boxscore | Рахунок за половинами: 32–29, 38–35 |       |         |  | Універсальний спортивний комплекс ЦСКА (Москва) |

| 25 липня 1980 18:00 | Boxscore | Австралія                           | 91–86 | Чехословаччина |  | Універсальний спортивний комплекс ЦСКА (Москва) |
| 25 липня 1980 18:00 | Boxscore | Рахунок за половинами: 41–44, 50–42 |       |                |  | Універсальний спортивний комплекс ЦСКА (Москва) |

| 26 липня 1980 11:00 | Boxscore | Сенегал                             | 81–59 | Індія |  | Універсальний спортивний комплекс ЦСКА (Москва) |
| 26 липня 1980 11:00 | Boxscore | Рахунок за половинами: 37–31, 44–28 |       |       |  | Універсальний спортивний комплекс ЦСКА (Москва) |

| 26 липня 1980 13:00 | Boxscore | Швеція                              | 61–83 | Чехословаччина |  | Універсальний спортивний комплекс ЦСКА (Москва) |
| 26 липня 1980 13:00 | Boxscore | Рахунок за половинами: 35–39, 26–44 |       |                |  | Універсальний спортивний комплекс ЦСКА (Москва) |

| 26 липня 1980 18:00 | Boxscore | Австралія                           | 74–101 | Польща |  | Універсальний спортивний комплекс ЦСКА (Москва) |
| 26 липня 1980 18:00 | Boxscore | Рахунок за половинами: 35–42, 39–59 |        |        |  | Універсальний спортивний комплекс ЦСКА (Москва) |

| 27 липня 1980 11:00 | Boxscore | Швеція                              | 119–63 | Індія |  | Універсальний спортивний комплекс ЦСКА (Москва) |
| 27 липня 1980 11:00 | Boxscore | Рахунок за половинами: 52–29, 67–34 |        |       |  | Універсальний спортивний комплекс ЦСКА (Москва) |

| 27 липня 1980 13:00 | Boxscore | Сенегал                             | 64–95 | Австралія |  | Універсальний спортивний комплекс ЦСКА (Москва) |
| 27 липня 1980 13:00 | Boxscore | Рахунок за половинами: 37–51, 27–44 |       |           |  | Універсальний спортивний комплекс ЦСКА (Москва) |

| 27 липня 1980 18:00 | Boxscore | Чехословаччина                      | 84–88 | Польща |  | Універсальний спортивний комплекс ЦСКА (Москва) |
| 27 липня 1980 18:00 | Boxscore | Рахунок за половинами: 48–46, 36–42 |       |        |  | Універсальний спортивний комплекс ЦСКА (Москва) |

| 28 липня 1980 11:00 | Boxscore | Індія                               | 75–93 | Австралія |  | Універсальний спортивний комплекс ЦСКА (Москва) |
| 28 липня 1980 11:00 | Boxscore | Рахунок за половинами: 41–37, 34–56 |       |           |  | Універсальний спортивний комплекс ЦСКА (Москва) |

| 28 липня 1980 13:00 | Boxscore | Чехословаччина                      | 88–72 | Сенегал |  | Універсальний спортивний комплекс ЦСКА (Москва) |
| 28 липня 1980 13:00 | Boxscore | Рахунок за половинами: 50–36, 38–36 |       |         |  | Універсальний спортивний комплекс ЦСКА (Москва) |

| 28 липня 1980 20:15 | Boxscore | Швеція                              | 70–67 | Польща |  | Універсальний спортивний комплекс ЦСКА (Москва) |
| 28 липня 1980 20:15 | Boxscore | Рахунок за половинами: 40–33, 30–34 |       |        |  | Універсальний спортивний комплекс ЦСКА (Москва) |

### Півфінальний раунд
Результати матчів Югославія - Іспанія, Італія - Куба і СРСР - Бразилія перенесено з попереднього раунду.
| Поз | Команда   | І | В | П | ОЗ  | ОП  | РГ  | О  | Кваліфікація            |
| --- | --------- | - | - | - | --- | --- | --- | -- | ----------------------- |
| 1   | Югославія | 5 | 5 | 0 | 506 | 442 | +64 | 10 | Матч за золоті медалі   |
| 2   | Італія    | 5 | 3 | 2 | 419 | 438 | −19 | 8  | Матч за золоті медалі   |
| 3   | СРСР (H)  | 5 | 3 | 2 | 505 | 468 | +37 | 8  | Матч за бронзові медалі |
| 4   | Іспанія   | 5 | 2 | 3 | 488 | 485 | +3  | 7  | Матч за бронзові медалі |
| 5   | Бразилія  | 5 | 2 | 3 | 448 | 477 | −29 | 7  |                         |
| 6   | Куба      | 5 | 0 | 5 | 434 | 490 | −56 | 5  |                         |

1. 1 2  СРСР - Італія 85–87
2. 1 2  Іспанія - Бразилія 110–81

| 25 липня 1980 11:00 | Boxscore | Бразилія                                  | 94–93 | Куба                                                          |  | Олімпійський (Москва) |
| 25 липня 1980 11:00 | Boxscore | Рахунок за половинами: 55–55, 39–38       |       |                                                               |  | Олімпійський (Москва) |
| 25 липня 1980 11:00 | Boxscore | Очки: Шмідт 24 Підб.: Шмідт 7 РП: Лейте 2 |       | Очки: Р. Еррера 33 Підб.: Луасес 10 РП: Т. Еррера, Урхельєс 2 |  | Олімпійський (Москва) |

| 25 липня 1980 18:00 | Boxscore | СРСР                                                          | 119–102 | Іспанія                                                   |  | Олімпійський (Москва) |
| 25 липня 1980 18:00 | Boxscore | Рахунок за половинами: 53–44, 66–58                           |         |                                                           |  | Олімпійський (Москва) |
| 25 липня 1980 18:00 | Boxscore | Очки: Бєлов, Мишкін 23 Підб.: Ткаченко 9 РП: Бєлов, Єрьомін 3 |         | Очки: Сан Епіфаніо 21 Підб.: Де ла Крус 5 РП: Льйоренте 2 |  | Олімпійський (Москва) |

| 25 липня 1980 20:15 | Boxscore | Югославія                           | 102–81 | Італія           |  | Олімпійський (Москва) |
| 25 липня 1980 20:15 | Boxscore | Рахунок за половинами: 48–38, 54–43 |        |                  |  | Олімпійський (Москва) |
| 25 липня 1980 20:15 | Boxscore | Очки: Кічанович 31                  |        | Очки: Менегін 16 |  | Олімпійський (Москва) |

| 26 липня 1980 11:00 | Boxscore | Іспанія                                              | 110–81 | Бразилія                                            |  | Олімпійський (Москва) |
| 26 липня 1980 11:00 | Boxscore | Рахунок за половинами: 52–34, 58–47                  |        |                                                     |  | Олімпійський (Москва) |
| 26 липня 1980 11:00 | Boxscore | Очки: Сібіліо 33 Підб.: Де ла Крус 15 РП: Корбалан 5 |        | Очки: Лейте 17 Підб.: Лейте 8 РП: четверо гравців 1 |  | Олімпійський (Москва) |

| 26 липня 1980 13:00 | Boxscore | Куба                                                 | 84–112 | Югославія                                                           |  | Олімпійський (Москва) |
| 26 липня 1980 13:00 | Boxscore | Рахунок за половинами: 41–55, 43–57                  |        |                                                                     |  | Олімпійський (Москва) |
| 26 липня 1980 13:00 | Boxscore | Очки: Луасес 21 Підб.: Дюбуа 9 РП: четверо гравців 1 |        | Очки: Кічанович 28 Підб.: Єрков, Накич 8 РП: Делібашич, Кічанович 3 |  | Олімпійський (Москва) |

| 26 липня 1980 20:15 | Boxscore | СРСР                                           | 85–87 | Італія                                            |  | Олімпійський (Москва) |
| 26 липня 1980 20:15 | Boxscore | Рахунок за половинами: 39–47, 46–40            |       |                                                   |  | Олімпійський (Москва) |
| 26 липня 1980 20:15 | Boxscore | Очки: Бєлов 20 Підб.: Ткаченко 9 РП: Єрьомін 8 |       | Очки: Вільяльта 21 Підб.: Менегін 7 РП: Менегін 2 |  | Олімпійський (Москва) |

| 27 липня 1980 11:00 | Boxscore | Куба                                                | 95–96 | Іспанія                                              | OT | Олімпійський (Москва) |
| 27 липня 1980 11:00 | Boxscore | Рахунок за половинами: 50–43, 36–43 OT: 9–10        |       |                                                      | OT | Олімпійський (Москва) |
| 27 липня 1980 11:00 | Boxscore | Очки: Р. Еррера 28 Підб.: Моралес 12 РП: Урхельєс 3 |       | Очки: Сібіліо 26 Підб.: Де ла Крус 11 РП: Корбалан 5 | OT | Олімпійський (Москва) |

| 27 липня 1980 18:00 | Boxscore | СРСР                                                              | 91–101 | Югославія                                                | OT | Олімпійський (Москва) |
| 27 липня 1980 18:00 | Boxscore | Рахунок за половинами: 42–48, 39–33 OT: 10–20                     |        |                                                          | OT | Олімпійський (Москва) |
| 27 липня 1980 18:00 | Boxscore | Очки: Бєлов 20 Підб.: Білостінний, Ткаченко 9 РП: Бєлов, Мишкін 2 |        | Очки: Далипагич 28 Підб.: Чосич 8 РП: Чосич, Кічанович 2 | OT | Олімпійський (Москва) |

| 27 липня 1980 20:15 | Boxscore | Італія                                                              | 77–90 | Бразилія                                    |  | Олімпійський (Москва) |
| 27 липня 1980 20:15 | Boxscore | Рахунок за половинами: 39–34, 38–56                                 |       |                                             |  | Олімпійський (Москва) |
| 27 липня 1980 20:15 | Boxscore | Очки: Вільяльта 16 Підб.: Вільяльта 12 РП: Делла Фйорі, Дженералі 2 |       | Очки: Шмідт 33 Підб.: Шмідт 9 РП: Сетріні 4 |  | Олімпійський (Москва) |

| 29 липня 1980 13:00 | Boxscore | Іспанія                                            | 89–95 | Італія                                                   |  | Олімпійський (Москва) |
| 29 липня 1980 13:00 | Boxscore | Рахунок за половинами: 46–48, 43–47                |       |                                                          |  | Олімпійський (Москва) |
| 29 липня 1980 13:00 | Boxscore | Очки: Сібіліо 24 Підб.: Де ла Крус 6 РП: Сібіліо 1 |       | Очки: Менегін 29 Підб.: Менегін 11 РП: четверо гравців 1 |  | Олімпійський (Москва) |

| 29 липня 1980 18:00 | Boxscore | СРСР                                               | 109–90 | Куба                                              |  | Олімпійський (Москва) |
| 29 липня 1980 18:00 | Boxscore | Рахунок за половинами: 61–40, 48–50                |        |                                                   |  | Олімпійський (Москва) |
| 29 липня 1980 18:00 | Boxscore | Очки: Сальников 19 Підб.: Ткаченко 9 РП: Єрьомін 5 |        | Очки: Моралес 25 Підб.: Моралес 9 РП: Т. Еррера 4 |  | Олімпійський (Москва) |

| 29 липня 1980 20:15 | Boxscore | Бразилія                                        | 95–96 | Югославія                                                       |  | Олімпійський (Москва) |
| 29 липня 1980 20:15 | Boxscore | Рахунок за половинами: 49–47, 46–49             |       |                                                                 |  | Олімпійський (Москва) |
| 29 липня 1980 20:15 | Boxscore | Очки: Шмідт 22 Підб.: Насіменту 7 РП: Сетріні 1 |       | Очки: Далипагич 26 Підб.: Чосич, Далипагич 7 РП: троє гравців 1 |  | Олімпійський (Москва) |

### Матчі за медалі

#### Матч за бронзові медалі
| 30 липня 1980 13:00 | Boxscore | СРСР                                                   | 117–94 | Іспанія                                                    |  | Олімпійський (Москва) |
| 30 липня 1980 13:00 | Boxscore | Рахунок за половинами: 51–38, 66–56                    |        |                                                            |  | Олімпійський (Москва) |
| 30 липня 1980 13:00 | Boxscore | Очки: Бєлов 29 Підб.: Білостінний 8 РП: троє гравців 3 |        | Очки: Лопес 23 Підб.: Де ла Крус, Ромай 6 РП: Солосабаль 6 |  | Олімпійський (Москва) |

#### Матч за золоті медалі
| 30 липня 1980 20:15 | Boxscore | Югославія                                             | 86–77 | Італія                                             |  | Олімпійський (Москва) |
| 30 липня 1980 20:15 | Boxscore | Рахунок за половинами: 42–37, 44–40                   |       |                                                    |  | Олімпійський (Москва) |
| 30 липня 1980 20:15 | Boxscore | Очки: Кічанович 22 Підб.: Єрков 13 РП: троє гравців 2 |       | Очки: Вільяльта 29 Підб.: Векк'ято 7 РП: Менегін 4 |  | Олімпійський (Москва) |

## Жіночий турнір
| Поз | Команда   | І | В | П | ОЗ  | ОП  | РГ   | О  | Кваліфікація            |
| --- | --------- | - | - | - | --- | --- | ---- | -- | ----------------------- |
| 1   | СРСР (H)  | 5 | 5 | 0 | 553 | 316 | +237 | 10 | Матч за золоті медалі   |
| 2   | Болгарія  | 5 | 4 | 1 | 440 | 405 | +35  | 9  | Матч за золоті медалі   |
| 3   | Югославія | 5 | 3 | 2 | 356 | 364 | −8   | 8  | Матч за бронзові медалі |
| 4   | Угорщина  | 5 | 2 | 3 | 344 | 407 | −63  | 7  | Матч за бронзові медалі |
| 5   | Куба      | 5 | 1 | 4 | 346 | 403 | −57  | 6  |                         |
| 6   | Італія    | 5 | 0 | 5 | 308 | 452 | −144 | 5  |                         |

| 20 липня 1980 11:00 | Boxscore | Італія                              | 65–102 | Болгарія |  | Олімпійський (Москва) |
| 20 липня 1980 11:00 | Boxscore | Рахунок за половинами: 40–50, 25–52 |        |          |  | Олімпійський (Москва) |

| 20 липня 1980 18:00 | Boxscore | Югославія                           | 62–97 | СРСР |  | Олімпійський (Москва) |
| 20 липня 1980 18:00 | Boxscore | Рахунок за половинами: 27–58, 35–39 |       |      |  | Олімпійський (Москва) |

| 20 липня 1980 18:00 | Boxscore | Куба                                | 66–76 | Угорщина |  | Універсальний спортивний комплекс ЦСКА (Москва) |
| 20 липня 1980 18:00 | Boxscore | Рахунок за половинами: 23–36, 43–40 |       |          |  | Універсальний спортивний комплекс ЦСКА (Москва) |

| 22 липня 1980 11:00 | Boxscore | Куба                                | 81–85 | Югославія |  | Олімпійський (Москва) |
| 22 липня 1980 11:00 | Boxscore | Рахунок за половинами: 36–41, 45–44 |       |           |  | Олімпійський (Москва) |

| 22 липня 1980 18:00 | Boxscore | Болгарія                            | 83–122 | СРСР |  | Олімпійський (Москва) |
| 22 липня 1980 18:00 | Boxscore | Рахунок за половинами: 42–69, 41–53 |        |      |  | Олімпійський (Москва) |

| 22 липня 1980 18:00 | Boxscore | Італія                              | 70–83 | Угорщина |  | Універсальний спортивний комплекс ЦСКА (Москва) |
| 22 липня 1980 18:00 | Boxscore | Рахунок за половинами: 37–45, 33–38 |       |          |  | Універсальний спортивний комплекс ЦСКА (Москва) |

| 24 липня 1980 13:00 | Boxscore | Угорщина                            | 48–61 | Югославія |  | Олімпійський (Москва) |
| 24 липня 1980 13:00 | Boxscore | Рахунок за половинами: 26–28, 22–33 |       |           |  | Олімпійський (Москва) |

| 24 липня 1980 18:00 | Boxscore | Болгарія                            | 84–64 | Куба |  | Олімпійський (Москва) |
| 24 липня 1980 18:00 | Boxscore | Рахунок за половинами: 45–32, 39–32 |       |      |  | Олімпійський (Москва) |

| 24 липня 1980 20:15 | Boxscore | Італія                              | 53–119 | СРСР |  | Олімпійський (Москва) |
| 24 липня 1980 20:15 | Boxscore | Рахунок за половинами: 25–55, 28–64 |        |      |  | Олімпійський (Москва) |

| 25 липня 1980 13:00 | Boxscore | Італія                              | 57–69 | Югославія |  | Олімпійський (Москва) |
| 25 липня 1980 13:00 | Boxscore | Рахунок за половинами: 29–33, 28–36 |       |           |  | Олімпійський (Москва) |

| 26 липня 1980 18:00 | Boxscore | СРСР                                | 95–56 | Куба |  | Олімпійський (Москва) |
| 26 липня 1980 18:00 | Boxscore | Рахунок за половинами: 57–17, 38–39 |       |      |  | Олімпійський (Москва) |

| 27 липня 1980 13:00 | Boxscore | Угорщина                            | 75–90 | Болгарія |  | Олімпійський (Москва) |
| 27 липня 1980 13:00 | Boxscore | Рахунок за половинами: 35–53, 40–37 |       |          |  | Олімпійський (Москва) |

| 28 липня 1980 11:00 | Boxscore | Італія                              | 63–79 | Куба |  | Олімпійський (Москва) |
| 28 липня 1980 11:00 | Boxscore | Рахунок за половинами: 32–40, 31–39 |       |      |  | Олімпійський (Москва) |

| 28 липня 1980 13:00 | Boxscore | Югославія                           | 79–81 | Болгарія |  | Олімпійський (Москва) |
| 28 липня 1980 13:00 | Boxscore | Рахунок за половинами: 41–44, 38–37 |       |          |  | Олімпійський (Москва) |

| 28 липня 1980 18:00 | Boxscore | СРСР                                | 120–62 | Угорщина |  | Олімпійський (Москва) |
| 28 липня 1980 18:00 | Boxscore | Рахунок за половинами: 63–34, 57–28 |        |          |  | Олімпійський (Москва) |

### Матчі за медалі

#### Матч за бронзові медалі
| 30 липня 1980 11:00 | Boxscore | Югославія                                          | 68–65 | Угорщина                                     |  | Олімпійський (Москва) |
| 30 липня 1980 11:00 | Boxscore | Рахунок за половинами: 39–29, 29–36                |       |                                              |  | Олімпійський (Москва) |
| 30 липня 1980 11:00 | Boxscore | Очки: Пекич 29 Підб.: Комненович 6 РП: Джуркович 2 |       | Очки: Янчо-Кіш 18 Підб.: Бокшай 8 РП: Сухі 2 |  | Олімпійський (Москва) |

#### Матч за золоті медалі
| 30 липня 1980 18:00 | Boxscore | СРСР                                                     | 104–73 | Болгарія                                             |  | Олімпійський (Москва) |
| 30 липня 1980 18:00 | Boxscore | Рахунок за половинами: 61–41, 43–32                      |        |                                                      |  | Олімпійський (Москва) |
| 30 липня 1980 18:00 | Boxscore | Очки: Семенова 27 Підб.: Семенова 21 РП: троє гравчинь 3 |        | Очки: Славчева 19 Підб.: Богданова 4 РП: Методієва 2 |  | Олімпійський (Москва) |

## Підсумкове положення
| Місце | Чоловіки       | Чоловіки | Чоловіки | Чоловіки | Жінки     | Жінки | Жінки | Жінки |
| Місце | Збірна         | Ігор     | В        | П        | Збірна    | Ігор  | В     | П     |
| ----- | -------------- | -------- | -------- | -------- | --------- | ----- | ----- | ----- |
| 1     | Югославія      | 8        | 8        | 0        | СРСР      | 6     | 6     | 0     |
| 2     | Італія (ITA)   | 8        | 4        | 4        | Болгарія  | 6     | 4     | 2     |
| 3     | СРСР           | 8        | 6        | 2        | Югославія | 6     | 4     | 2     |
| 4-те  | Іспанія        | 8        | 4        | 4        | Угорщина  | 6     | 2     | 4     |
| 5-те  | Бразилія       | 7        | 4        | 3        | Куба      | 5     | 1     | 4     |
| 6-те  | Куба           | 7        | 2        | 5        | Італія    | 5     | 0     | 5     |
| 7-ме  | Польща         | 7        | 4        | 3        |           |       |       |       |
| 8-ме  | Австралія      | 7        | 5        | 2        |           |       |       |       |
| 9-те  | Чехословаччина | 7        | 3        | 4        |           |       |       |       |
| 10-те | Швеція         | 7        | 3        | 4        |           |       |       |       |
| 11-те | Сенегал        | 7        | 1        | 6        |           |       |       |       |
| 12-те | Індія          | 7        | 0        | 7        |           |       |       |       |